# Cantone di Mauguio
Il Cantone di Mauguio è una divisione amministrativa dell'arrondissement di Montpellier.
A seguito della riforma approvata con decreto del 26 febbraio 2014, che ha avuto attuazione dopo le elezioni dipartimentali del 2015, è passato da 6 a 8 comuni.

## Composizione
I 6 comuni facenti parte prima della riforma del 2014 erano:
- Candillargues
- La Grande-Motte
- Lansargues
- Mauguio
- Mudaison
- Saint-Aunès

Dal 2015 i comuni appartenenti al cantone sono i seguenti 8:
- Candillargues
- La Grande-Motte
- Lansargues
- Mauguio
- Mudaison
- Palavas-les-Flots
- Saint-Aunès
- Valergues